# COBOL
COBOL (Common Business - Oriented Language) este unul dintre primele limbaje de programare importante proiectat pentru calcule economice.

Exemplu de cod COBOL
```
COMPUTE AVERAGE_SCORE=SCORE_TOTAL/NUMBER_TESTS
```

În acest exemplu un număr este împărțit iar rezultatul este stocat. 